# Neoerysiphe joerstadii
Neoerysiphe joerstadii är en svampart som beskrevs av V.P. Heluta & S. Takam. 2010. Neoerysiphe joerstadii ingår i släktet Neoerysiphe och familjen Erysiphaceae.   Inga underarter finns listade i Catalogue of Life.